# Kalenderi
Kalenderi (cyr. Календери) – wieś w Bośni i Hercegowinie, w Republice Serbskiej, w gminie Kostajnica. W 2013 roku liczyła 98 mieszkańców.